# Inghean Bhuidhe
Inghean Bhuidhe (auch Iníon Buí, irisch „das gelbhaarige/blonde Mädchen“) ist der Name einer Figur aus der keltischen Mythologie und Sagenwelt Irlands. Sie gilt gemeinsam mit Lasair („Flamme“) und Latiaran („?“) als Schwester des Heiligen St. John von Mushera. Die drei werden ebenso wie er als Heilige verehrt und, wie ihm die Mittsommernacht am 24. Juni geweiht ist, so gelten der Frühlingsanfang am 6. Mai und der „Latiaran-Sonntag“ am oder vor dem 25. Juli als Festtage seiner Schwestern. Das Latiaran-Fest wird jährlich an diesem Termin beim Quellheiligtum von Cullen Well in Dunhallow, County Cork, begangen.
Buí ist ebenfalls ein Beiname der Cailleach von Bheara, beide Gestalten könnten einen gemeinsamen keltischen Ursprung haben.

## Neuheidentum
In der Neo-Keltischen Esoterik wird Inghean Bhuidhe für eine euhemerisierte Gottheit gehalten und als Göttin des Sommeranfangs und der Ernte verehrt. 